# John Walter Gregory
Pour les articles homonymes, voir Gregory.
John Walter Gregory (27 janvier 1864 - 2 juin 1932) est un géologue et explorateur britannique connu principalement pour son travail sur la géologie glaciaire ainsi que la géographie et la géologie de l'Australie et de l'Afrique de l'Est.
Le rift de Gregory, branche orientale du rift est-africain, porte son nom.

## Jeunesse
Gregory naît à Bow, dans le district Tower Hamlets de Londres, d'un père marchand de laine. Il est éduqué à la Stepney Grammar School et rentre à 15 ans dans un établissement de commerce. Plus tard, il prend des cours du soir à la Birkbeck Literary and Scientific Institution, désormais Birkbeck College de l'université de Londres. Il s'inscrit en 1886, reçoit son baccalauréat en sciences avec mention excellent en 1891 et obtient son doctorat en sciences en 1893. Entre-temps, en 1887, il est nommé assistant dans le département de géologie du Muséum d'histoire naturelle de Londres.

## Carrière
Gregory officie dans le musée jusqu'en 1900 avec la responsabilité d'un Catalogue du fossile Bryozoa en trois volumes (1896, 1899 et 1909) et d'une monographie sur les Coraux jurassiques de Cutch (1900). Il effectue des voyages à différentes reprises en Europe, dans les Caraïbes, en Amérique du Nord et en Afrique de l'Est. La Vallée du grand rift (1896) est le récit d'un voyage au mont Kenya et au lac Baringo entrepris en 1892-1893. Gregory est le premier à monter une expédition scientifique avec la montagne pour objectif spécifique. Il réalise des observations cruciales qui font toujours foi aujourd'hui. En 1896, il devient naturaliste durant l'expédition Marten Conway à travers l'île de Spitzberg. Son mémoire sur la géologie glaciaire écrit en collaboration avec Edmund J. Garwood date de cette époque.
L'université de Melbourne avait créé une nouvelle chaire en géologie et minéralogie après la mort de Frederick McCoy. Le 11 décembre 1899, Gregory est nommé professeur de géologie et commence ses cours en février de l'année suivante. Il reste moins de cinq ans en poste en Australie, mais son influence dure plusieurs années après son départ. Parmi ses succès figurent la quantité de travail effectué, ses méthodes d'apprentissage et sa popularité. Mais son arrivée dans l'établissement coïncide avec de gros problèmes financiers, une absence de laboratoire digne de ce nom et aucune prédiction d'amélioration immédiate possible d'après le conseil. En 1904, il accepte finalement une chaire en géologie à Glasgow et retourne en Grande-Bretagne en octobre.
En plus de vaquer à ses obligations professionnelles, il avait de nombreuses autres activités durant son séjour en Australie. En 1901-1902, il est directeur d'une équipe scientifique civile lors de l'expédition Discovery en Antarctique, et durant l'été austral 1901-1902, il passe ses vacances dans le centre de l'Australie et voyage autour du lac Eyre. Son récit, The Dead Heart of Australia (« le cœur mort de l'Australie »), est publié en 1906, dédié aux géologues australiens. Il publie également un livre populaire sur « la fondation de l'Afrique de l'Est britannique » (The Foundation of British East Africa, 1901), sur « la géographie australe » (The Austral Geography, 1902-1903) pour l'usage scolaire, et « la géographie du Victoria » (The Geography of Victoria, 1903). Un autre ouvrage, « le climat de l'Australasie » (The Climate of Australasia, 1904) est édité à partir de son discours à la section géographique de l' Australian and New Zealand Association for the Advancement of Science qu'il tient à Dunedin en janvier 1904. The Mount Lyell Mining Field, Tasmania (« le champ minier du mont Lyell en Tasmanie ») est publié en 1905. Il a été directeur de la Commission géologique du Victoria depuis 1901, année où il est élu membre de la Royal Society à Londres, tout en restant disponible pour pratiquer des lectures universitaires.
Gregory occupe donc sa chaire à Glasgow pendant 25 ans et obtient une grande réputation à la fois comme enseignant et comme administrateur. Après sa retraite en 1929, Edward Battersby Bailey lui succède (1929-1937 à ce poste). Il réalise plusieurs expéditions, notamment une en Cyrénaïque, en Afrique du Nord, en 1908, durant laquelle il montre autant d'intérêt en archéologie que dans ses propres disciplines, puis dans le sud de l'Angola en 1912. Son voyage au Tibet avec son fils est relaté dans To the Alps of Chinese Tibet par J.W. et C.J. Gregory (1923)
Par la suite, il écrit des livres sur différents sujets, comme The Story of the Road (« l'histoire de la route », 1931), et se laisse tenter par l'eugénisme avec The Menace of Colour (« la menace de la couleur », 1925) et Human Migration and the Future (« la migration humaine et le futur », 1928).
En janvier 1932, Gregory part pour une expédition en Amérique du Sud pour explorer et étudier les foyers volcaniques et sismiques de la cordillère des Andes. Son bateau chavire et il se noie dans le Río Urubamba au sud du Pérou, le 2 juin 1932.

## Héritage
Gregory se marie avec Audrey, la fille du révérend Ayrton Chaplin, avec laquelle il a un fils et une fille. Il est président de la Geological Society of London de 1928 à 1930 et reçoit de nombreux prix scientifiques, en particulier la médaille Bigsby en 1905. En plus de quelques ouvrages, il écrit environ trois cents articles sur des sujets ayant trait à la géologie, la géographie et la sociologie.

## Écrits
- (en) J.W. Gregory, The dead heart of Australia. A journey around Lake Eyre in the summer of 1901-1902, with some account of the Lake Eyre basin and the flowing wells of central Australia, John Murray, Londres, 1906
- (en) J.W. Gregory, Geography: Structural Physical and Compartitive, 1908
- (en) J.W. Gregory, Geology, Scientific Primers Series, 1910
- (en) J.W. Gregory, « The terms "Denudation", "Erosion", "Corrosion", and "Corrasion" », The Geographical Journal vol. 37-2, 1911, pages 189-195
- (en) J.W. Gregory, The Making of the Earth, 1912
- (en) J.W. Gregory, The Nature and Origin of Fiords, 1913
- (en) J.W. Gregory, « The lake system of Westralia », The Geographical Journal vol. 43-6, 1914, pages 656-664
- (en) J.W. Gregory, Geology of To-Day, 1915
- (en) J.W. Gregory, Australia, Cambridge manuals of science and literature, 1916
- (en) J.W. Gregory, J.W. Evans, G.W. Lamplugh, Douglas William Freshfield, « Erosion and resulting land forms in sub-arid Western Australia, including the origin and growth of dry lakes: discussion », The Geographical Journal vol. 50-6, 1917, pages 434-437
- (en) J.W. Gregory, Rift Valleys and Geology of East Africa, 1921
- (en) J.W. Gregory, The Elements of Economic Geology, 1928
- (en) J.W. Gregory, B. H. Barrett, General Stratigraphy, 1931
- (en) J.W. Gregory, Dalradian Geology, 1931